# نكوص المناعة
نكوص المناعة أو انهيار مقاومة العدوى (بالإنجليزية: Cataphylaxis)‏ هوَ تدهور (تنكس) في نظام الدفاع الطبيعي للجسم نتيجةً للإصابة بعدوى ما.